# Изумрудный голубь
Изумрудный голубь (лат. Chalcophaps indica) — птица семейства голубиных.

## Описание
Изумрудный голубь достигает длины 23—27 см и весит от 80 до 100 г. Половой диморфизм выражен слабо.
У самцов номинативной формы лоб и бровь белые. У самок этот признак не выражен так ярко. Верх головы и затылок голубовато-серые. Шея и боковые стороны головы красно-коричневые. Верхняя часть спины бурого цвета, переходящий в светло-зелёный. Крылья также зелёные. Спина и крыло отливают бронзовым цветом. Гузка серая. Брюхо и боковые стороны красновато-серые. Грудь тёмного красно-коричневого цвета.
Клюв красный. Радужины тёмно-коричневые. Окологлазное кольцо тонкое, неоперённое и красное.

## Распространение
Изумрудный голубь широко распространён в Юго-Восточной Азии, а также в Австралии. Номинативная форма обитает в Кашмире, западной Бенгалии и Бангладеш. Вид встречается также на острове Хайнань, в Индии, Бирме, Лаосе, Камбодже, Вьетнаме, Малакке и Больших Зондских островах, Калимантане, Сулавеси, Филиппинах, Малых Зондских островах, а также в Малуку. На Шри-Ланке, Андаманских островах, острове Рождества, Нумфор, Биак, Тимор, Танимбар, островах Банкс, Новых Гебридах, а также на острове Пеленг встречаются разные подвиды. В Австралии изумрудный голубь обитает, прежде всего, в восточной части материка.
Вид населяет лесные равнины и холмистые ландшафты, предпочитая густые леса. Также обитает и во влажных джунглях.

## Образ жизни
Изумрудный голубь преимущественно наземный вид. Он ведёт одиночный образ жизни или живёт в парах. Его питание состоит из различных семян, ягод, мелких плодов и термитов. В поисках корма он посещает поселения человека, а также открытые местности. 

## Размножение
Изумрудные голуби живут преимущественно парами. Гнездо сооружают на деревьях или кустах, используя для его строительства больше растительного материала, чем другие голубиные. Гнездо имеет диаметр в среднем 19 см и высоту часто до 30 см. В кладке 2 яйца. Инкубационный период составляет 14 дней. Молодые птицы становятся самостоятельными через 12—13 дней.

## Галерея

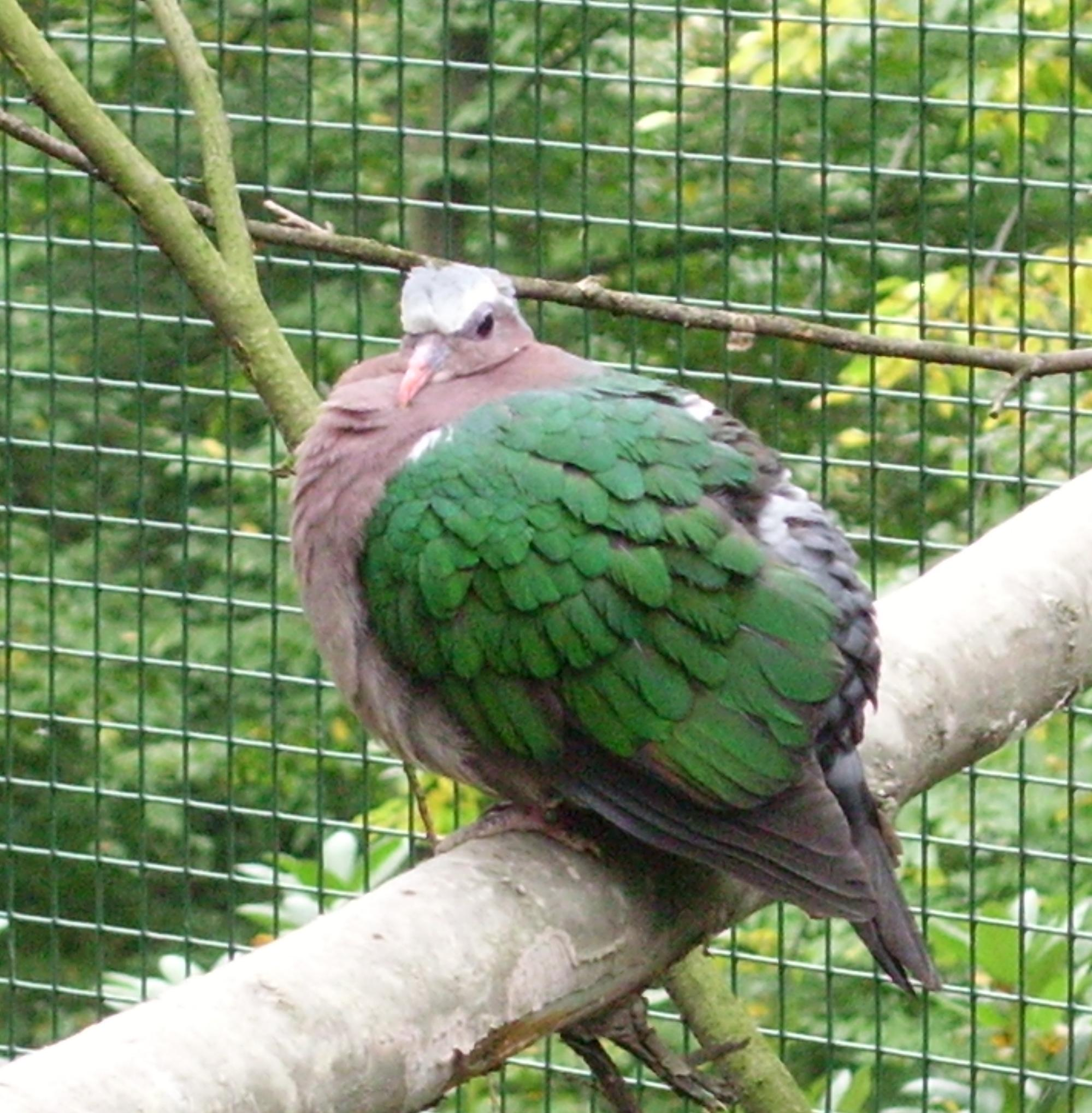
Изумрудный голубь в Остравском зоопарке
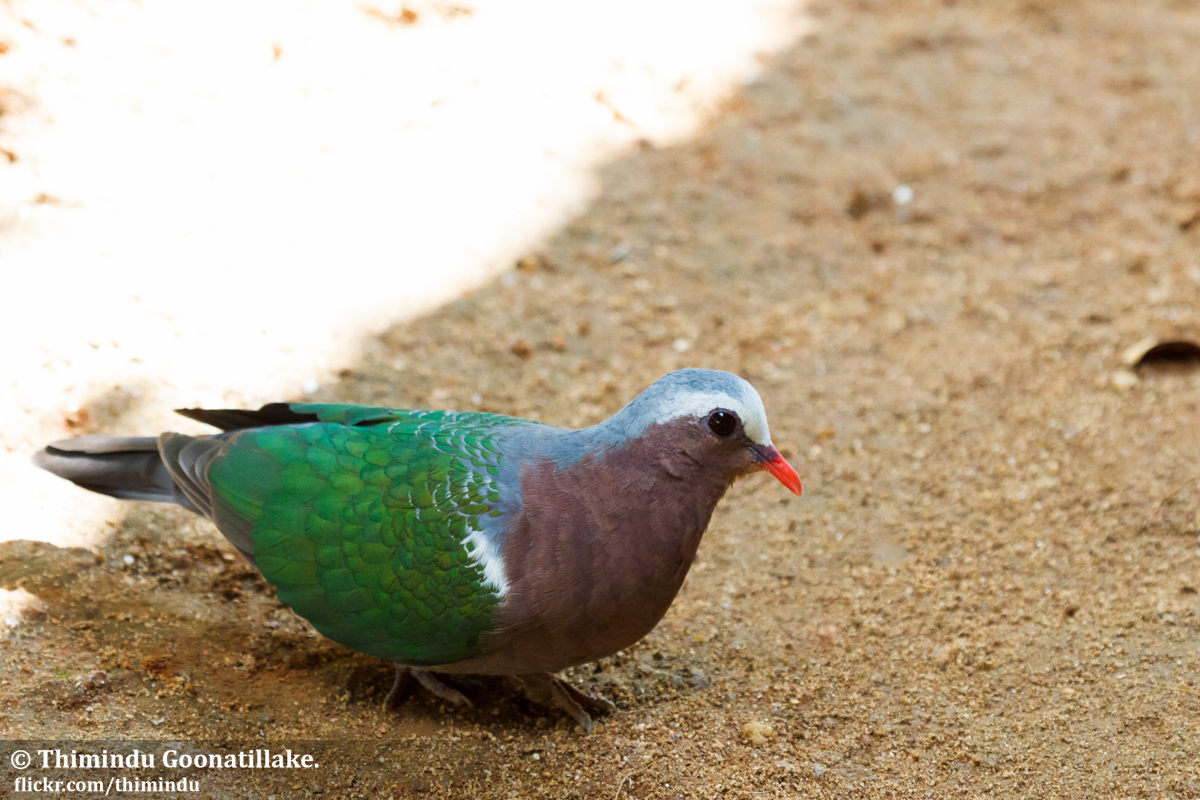
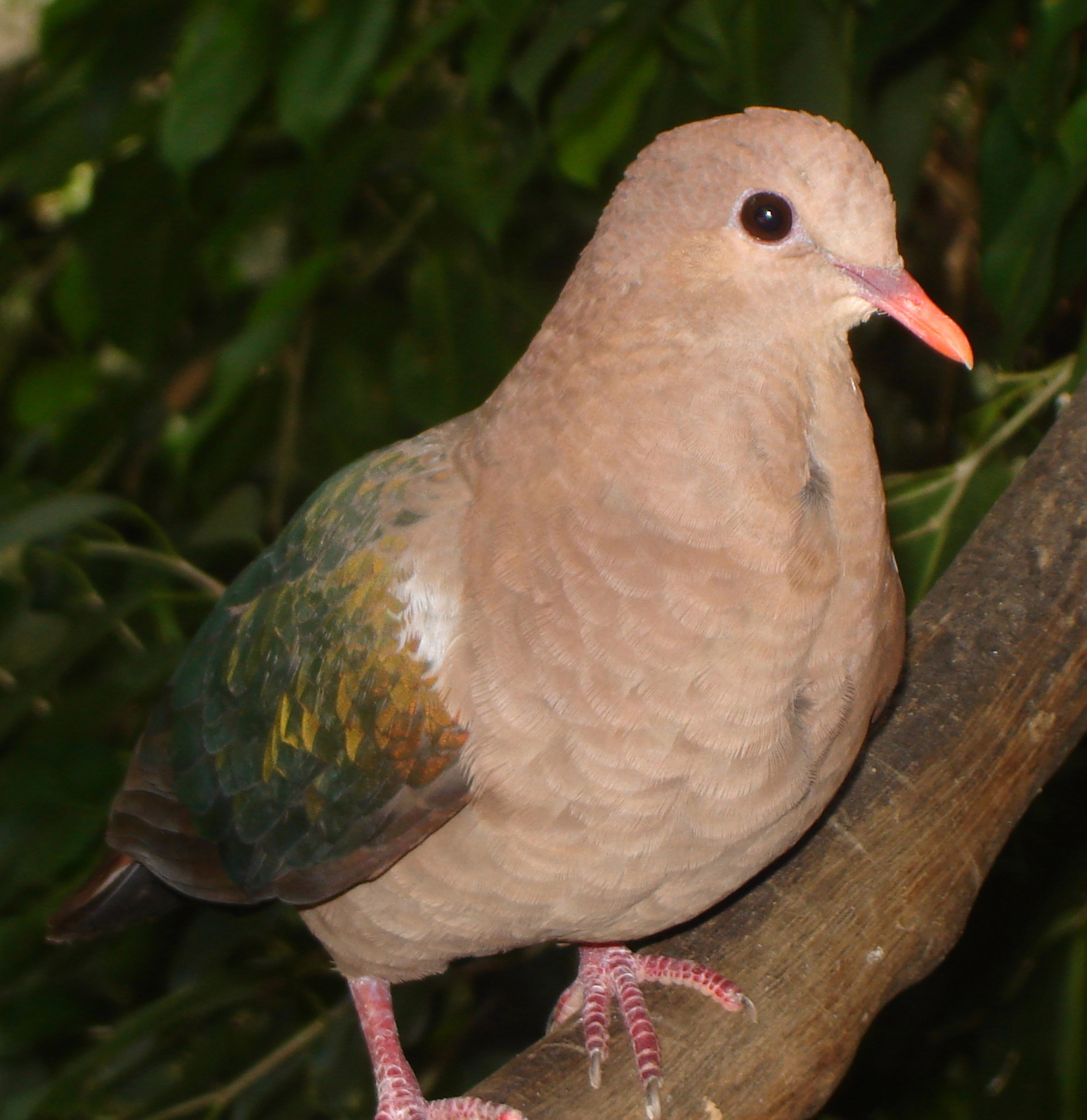
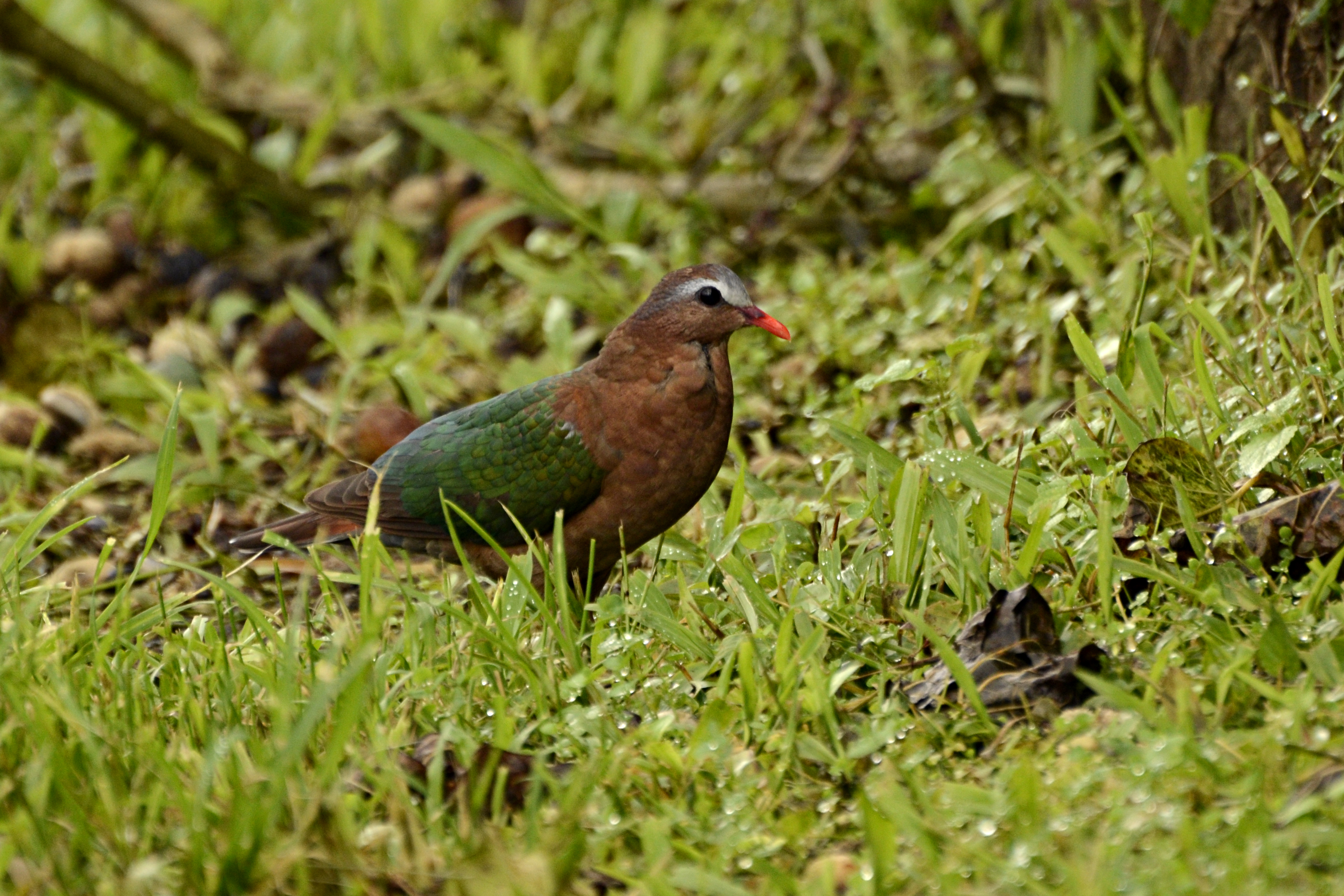
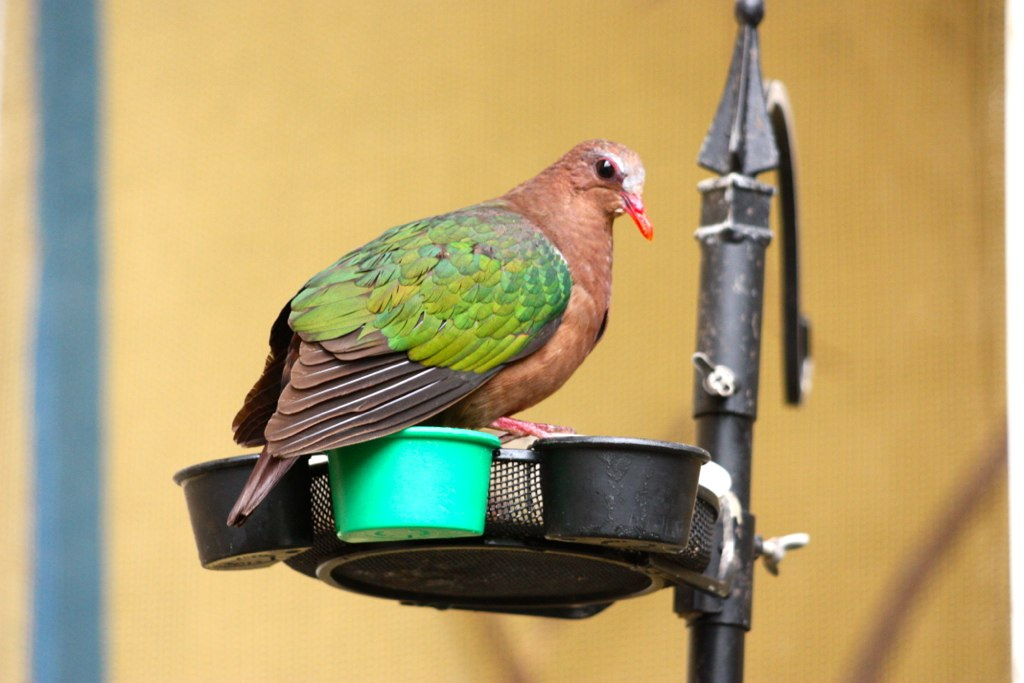
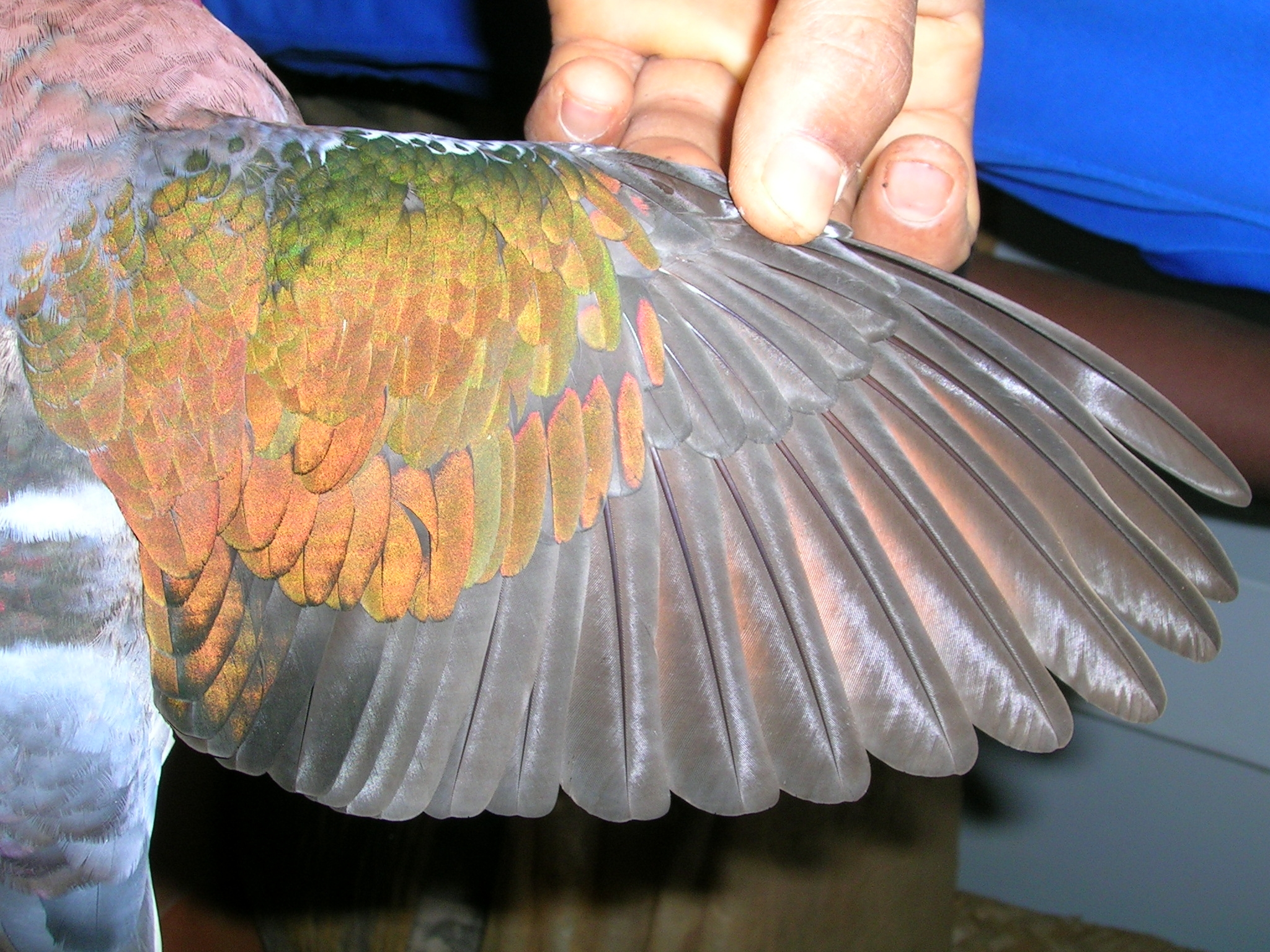
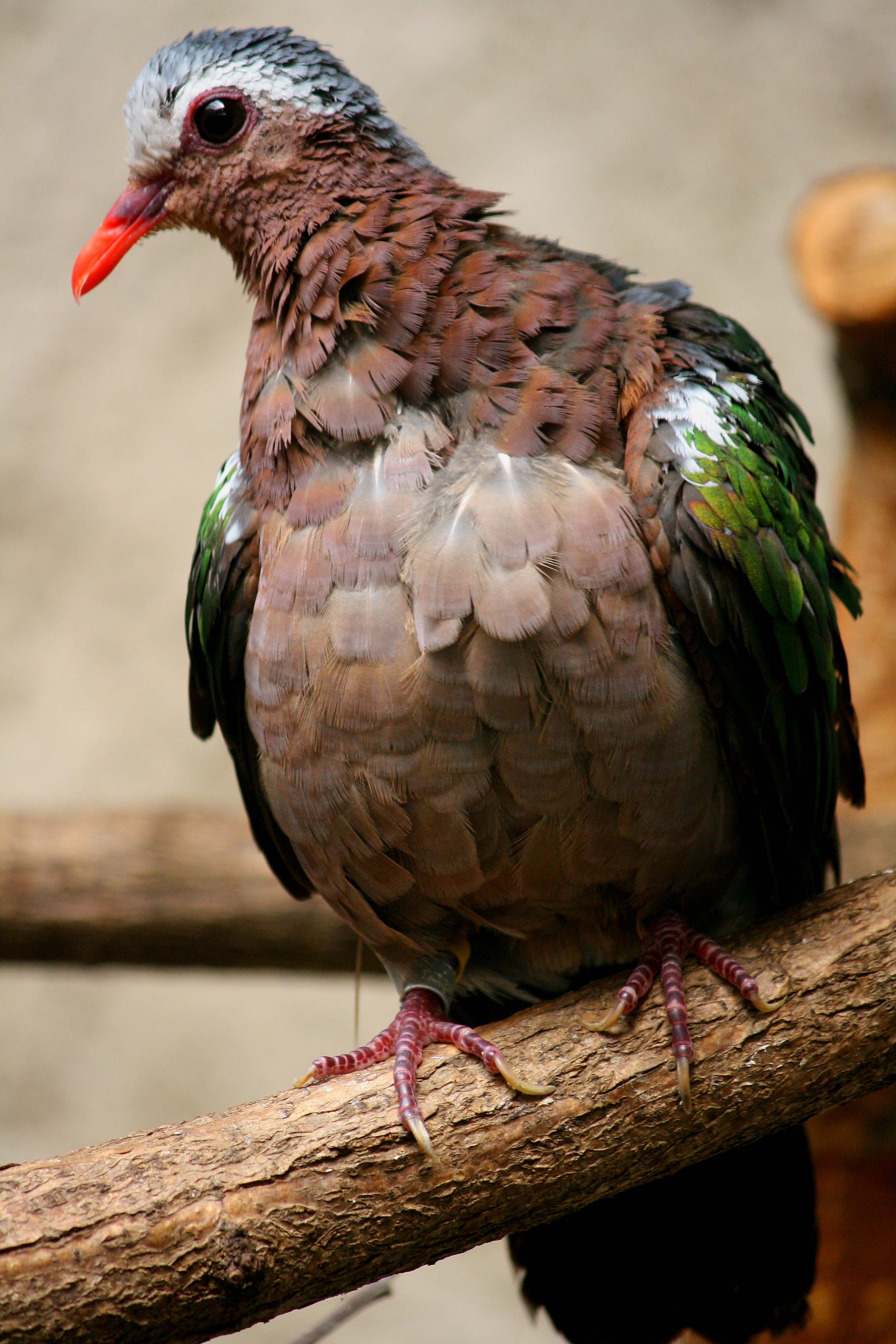
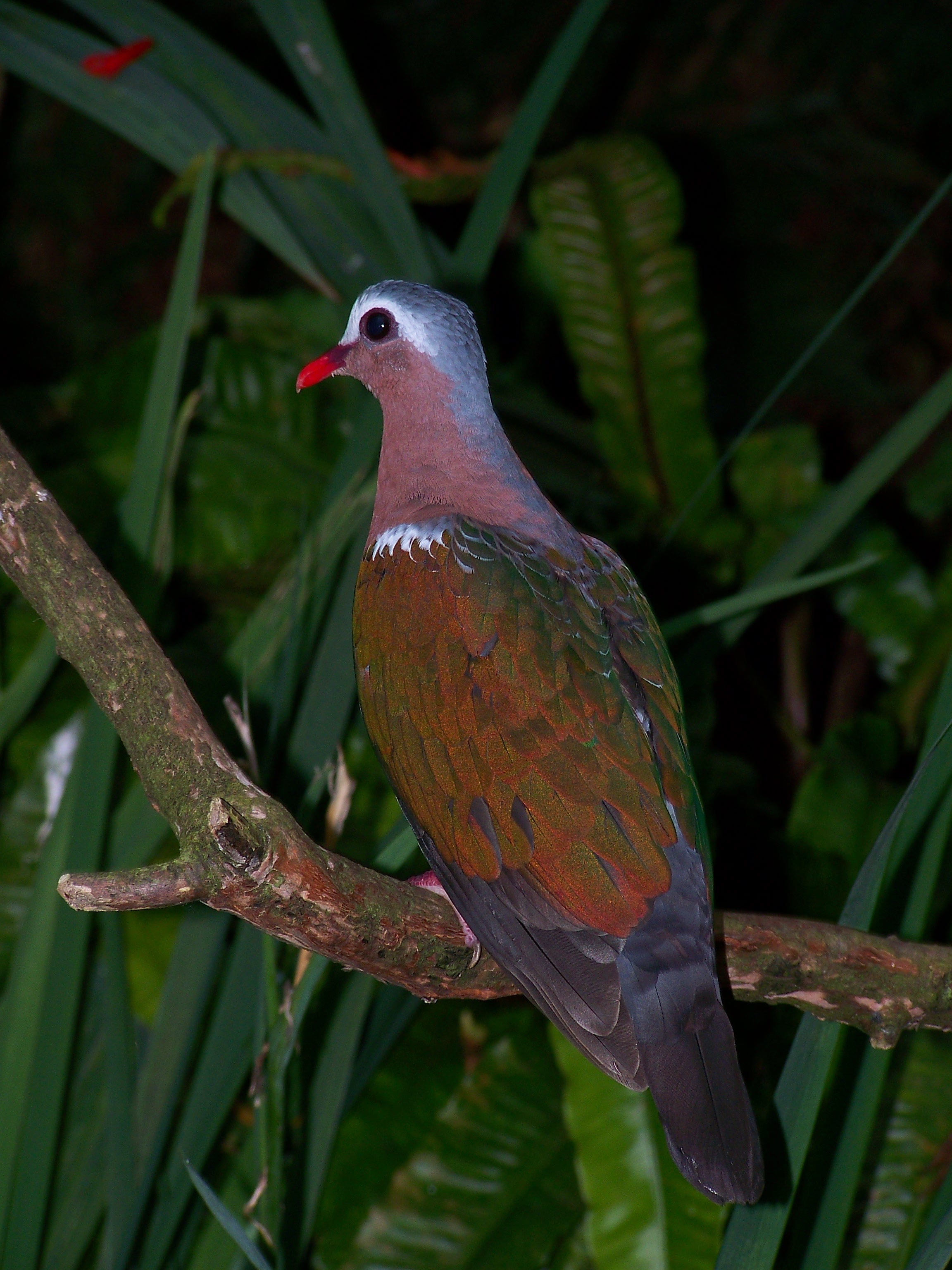
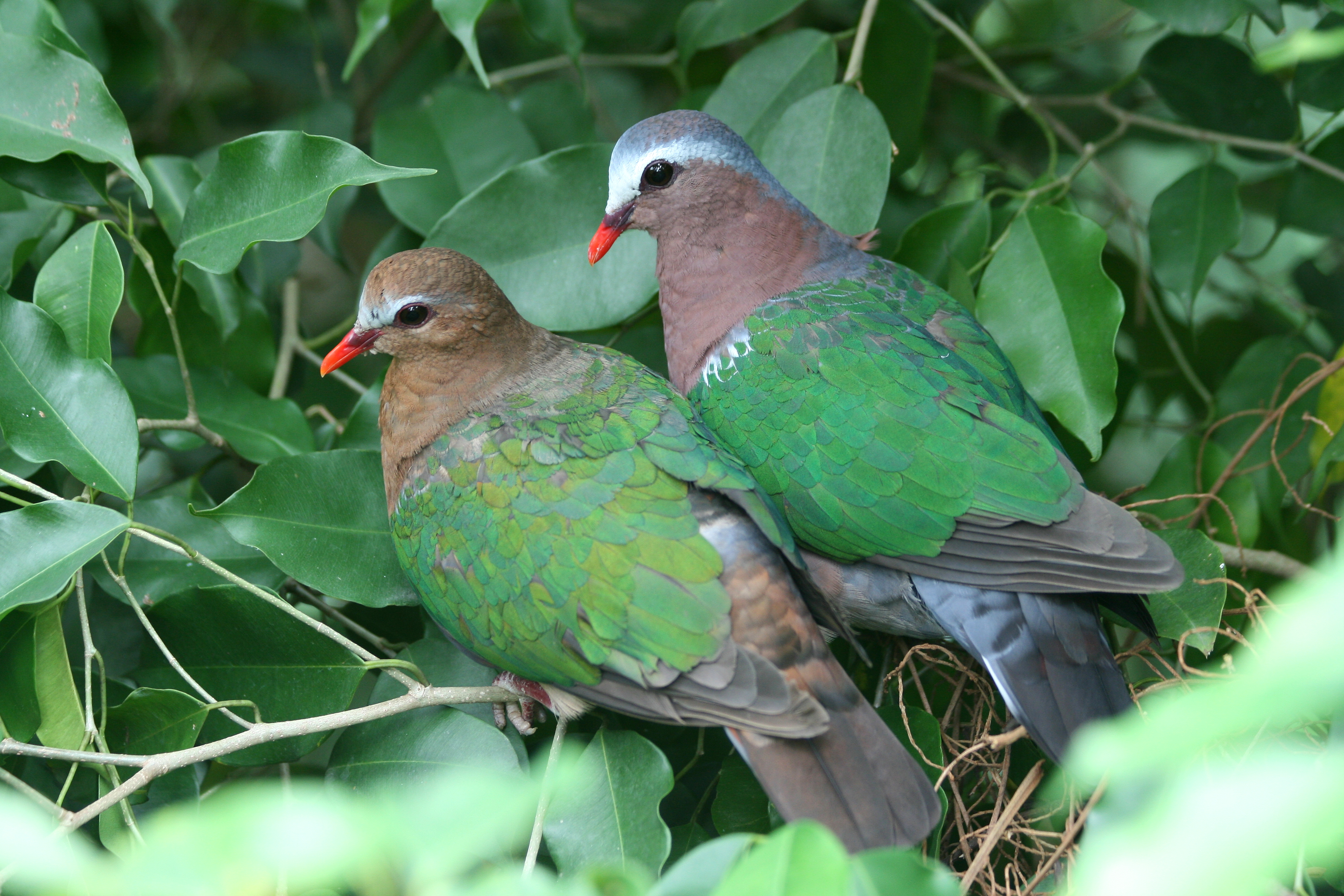